# Мартемьяновская (река)
Мартемьяновская — река в России, протекает по Красноярскому краю. Устье реки находится в 14 км по правому берегу реки Кювайка. Длина реки составляет 18 км.

## Данные водного реестра
По данным государственного водного реестра России относится к Верхнеобскому бассейновому округу, водохозяйственный участок реки — Кеть, речной подбассейн реки — бассейн притоков (Верхней) Оби от Чулыма до Кети. Речной бассейн реки — (Верхняя) Обь до впадения Иртыша.
Код объекта в государственном водном реестре — 13010600112115200025531.